# Glypta tuberculator
Glypta tuberculator är en stekelart som beskrevs av Aubert 1972. Glypta tuberculator ingår i släktet Glypta och familjen brokparasitsteklar. Inga underarter finns listade i Catalogue of Life.